# Castillo de Craigmillar
El castillo de Craigmillar es un castillo medieval situado en la ciudad escocesa de Edimburgo, en una pequeña colina al sur del barrio de Craigmillar. Su edificación fue iniciada a finales del siglo XIV por la familia Preston, barones feudales de Craigmillar, quienes también realizarían ampliaciones en los siglos XV y XVI. En 1660 el castillo fue vendido a John Gilmour, quien le realizó nuevas modificaciones. La familia Gilmour abandonó Craigmillar en el siglo XVIII y el castillo cayó en ruinas.
Es conocido históricamente por su relación con María I de Escocia. Sucedió que, tras dar a luz a su hijo, el futuro Jacobo I de Inglaterra, contrajo una enfermedad y viajó a Craigmillar, donde llegó el 20 de noviembre de 1566, para pasar allí su convalecencia. Ya recuperada, el 7 de diciembre del mismo año tuvo lugar el «Pacto de Craigmillar», del cual se desconoce si María tuvo conocimiento, para asesinar a su marido Enrique Estuardo.
Craigmillar, bajo administración de la asociación Historic Scotland, es considerado como uno de los castillos medievales mejor conservados de toda Escocia. La torre del homenaje está rodeada por la muralla del patio central, datada del siglo XV que presenta características arquitectónicas propias de estructuras de defensa militar. Dentro del patio hay más edificios y todo el conjunto está rodeado por una muralla y un patio exterior que contiene una capilla y un palomar.

## Historia

### Orígenes
Las tierras de Craigmillar fueron otorgadas por el rey David I de Escocia a los monjes de la abadía de Dunfermline en el siglo XII. En una posterior donación, en 1374, el rey Roberto II dio las tierras a Simon Preston, sheriff de Midlothian, cuyo hijo, Simon, o su nieto, George Preston, empezaron a construir la torre del homenaje que forma el núcleo del castillo, en 1425. La muralla del patio fue probablemente añadida por William Preston, que había viajado por Francia y de donde sacó la inspiración para su nuevo proyecto. También se trajo consigo el brazo de san Gil, que presentó a la alta iglesia en Edimburgo —contemporáneamente sito en la catedral de Saint Giles, donde una nave lleva el apellido de la familia en su honor—. En 1480, John Stewart, conde de Mar y hermano de Jacobo III, fue hecho prisionero en Craigmillar, acusado de hacer brujería contra el rey.

### sigloXVI

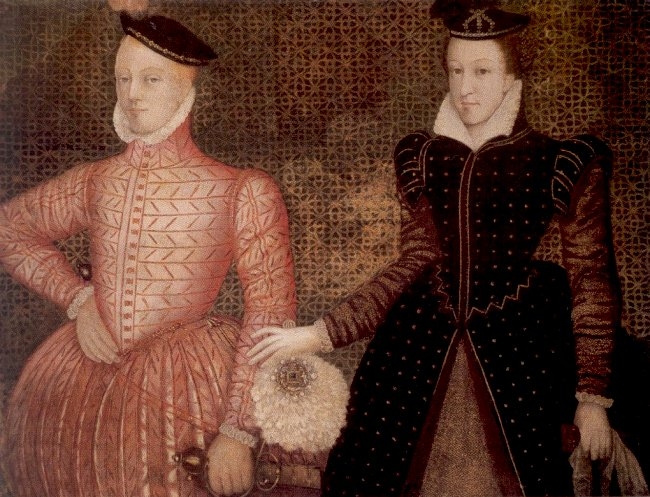
María I de Escocia y su marido Enrique Estuardo, cuyo asesinato se planeó en el castillo de Craigmillar.

En 1511 Craigmillar fue convertido en baronía y por esa misma época se construyó el patio exterior, posiblemente obra de otro Simon Preston, miembro del Parlamento de Escocia por Edimburgo en 1487. Los primeros datos que se tienen de la capilla familiar son de 1523. En 1544, durante la guerra anglo-escocesa de Enrique VIII, los ingleses intentaron imponer por la fuerza un matrimonio entre Eduardo, el príncipe de Gales, y la joven María, hija de Jacobo IV. El castillo de Craigmillar fue incendiado por las tropas inglesas al mando del conde de Hertford, tras incendiar Edimburgo. El barón, Simon Preston, reparó el castillo, remodelando los edificios del patio. Simon fue Lord Provost de Edimburgo (administrador o alcalde de la ciudad) durante muchos años y fue un partidario leal de la reina María, quien le nombró miembro de su Consejo Privado (Privy Council).
La reina María estuvo en dos ocasiones en Craigmillar, en septiembre de 1563 y del 20 de noviembre al 7 de diciembre de 1566. Tradicionalmente se decía que dormía en la pequeña cocina dentro de la torre, aunque es más probable que lo hiciera en los aposentos, más cómodos, del edificio oriental. En su segunda estancia, María todavía tenía problemas de salud debido a una enfermedad. La mayoría de sus nobles estaban con ella, y le sugirieron que se podía eliminar a su impopular marido, Enrique Estuardo, Lord Darnley, mediante un divorcio u otros medios. Se firmó un acuerdo, el «Pacto de Craigmillar», entre su secretario de Estado William Maitland de Lexington y muchos nobles entre los que estaban los condes de Bothwell, Argyll y Huntly. Este pacto no tuvo éxito, pero plantó la semilla para eliminar a Darnley. Aunque María dejó claro que no era feliz con su marido, no participó en la conspiración, y posiblemente no era consciente del complot que había para asesinar a su marido. En un primer momento, se previó que Darnley se alojara en Craigmillar, cuando volviera a Edimburgo, aunque optó por ir a la iglesia O'Field en la ciudad, donde fue asesinado el 10 de febrero de 1567. En 1572, después de que la reina María fuera obligada a abdicar, el regente, el conde de Mar, usó Craigmillar como base durante el sitio del castillo de Edimburgo, que estaba en poder de los partidarios de la reina en el exilio. Más tarde el rey Jacobo VI, hijo de María, visitó Craigmillar, en 1589, cuando fue invitado por David Preston.

### Los Gilmour

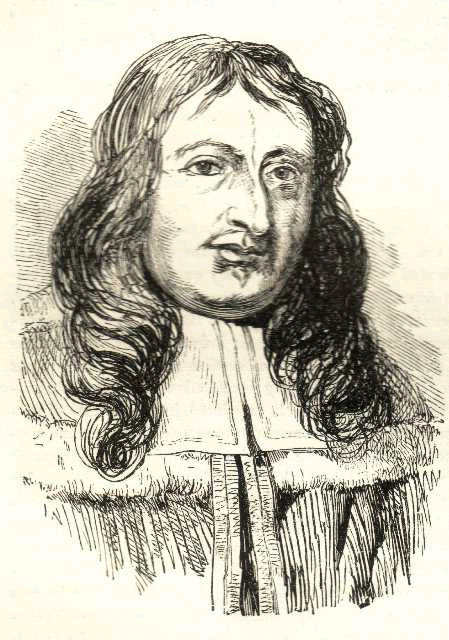
John Gilmour compró el castillo en 1660.

Tras la muerte de Robert Preston en 1639, el castillo pasó a manos de un primo lejano, David Preston de Whitehill. Su hijo vendió el castillo, que fue adquirido por John Gilmour en 1660. que también adquirió la vecina finca de The Inch al mismo tiempo. Un cavalier, Gilmour, fue recompensado tras la Restauración monárquica del rey Carlos II, al ser nombrado Lord President of the Court of Session (presidente del máximo tribunal en Escocia) en 1661 Modificó el bloque occidental del castillo para dotarle de habitaciones más cómodas en la década de 1660, pero a principios del siglo XVIII los Gilmour dejaron el castillo para trasladarse a Inch House, al oeste del mismo. El castillo permaneció deshabitado. En 1775 el castillo estaba en ruinas, cuando el poeta y coleccionista de antigüedades John Pinkerton escribió Craigmillar Castle: an Elegy. El castillo se convirtió en una atracción turística muy popular a finales del siglo XVIII y fue dibujado por muchos artistas. En 1842 se propuso la renovación del castillo como residencia para la reina Victoria, pero no pasó de ahí. La propia reina Victoria visitó el castillo en 1886, cuando su propietario llevó a cabo numerosas reformas.
El castillo de Craigmillar ha estado en manos del Estado desde 1946 y actualmente es mantenido por la asociación Historic Scotland. El castillo está categorizado como un edificio de clase A, el más alto grado de protección que se da a un edificio histórico en Escocia.

## Descripción
El castillo de Craigmillar se encuentra al suroeste de Edimburgo, está rodeado de prados y elevado a una altura suficientemente elevada como para contar con un mirador que permite observar a la ciudad escocesa desde las alturas. En el núcleo del castillo tiene un torreón en forma de letra L, puesta por la familia Preston en el siglo XIV, está construido en un saliente rocoso. En los siglos XV y XVI la familia Preston amplió el castillo y a sus defensas por posibles futuros ataques. Alrededor de este se encuentra la muralla del patio del siglo V, que contiene partes de edificios al sureste, este, y oeste. Detrás de esta muralla hay otra muralla exterior más baja que encierra un patio exterior donde se encontraban la capilla, el palomar y los jardines del este y oeste del castillo. 

### El torreón

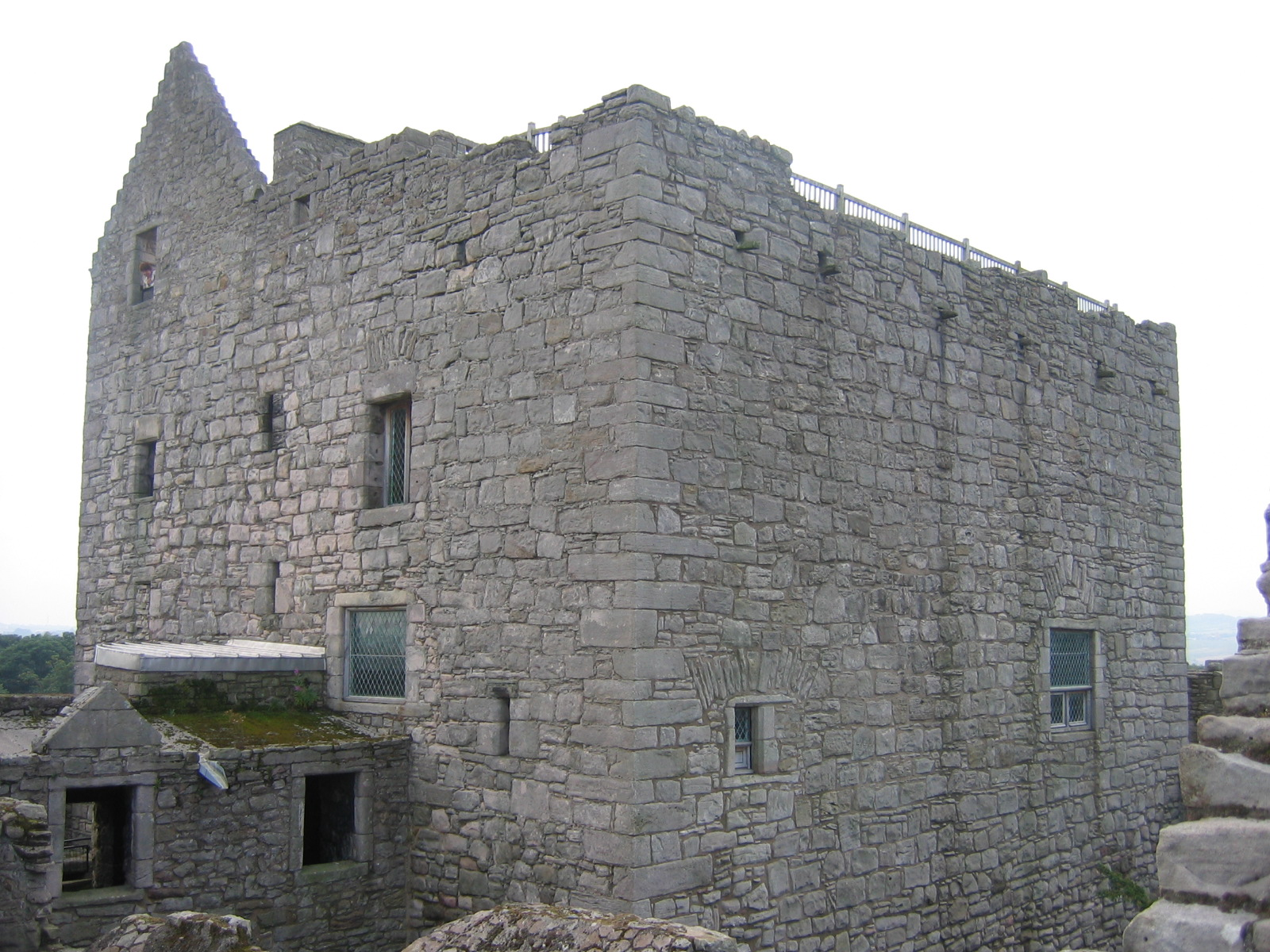
Parte superior del torreón.

Este edificio de cuatro plantas forma la torre del homenaje del castillo, aunque en un principio estuvo separado. Mide 15,8 x 11,6 m. Los muros tiene un grosor de hasta 3,3 m y la segunda y tercera planta tienen techos abovedados. La torre está construida en el borde de un saliente rocoso y la entrada original estaba protegida de forma natural gracias a una grieta en la roca. Esta habría estado atravesada por un puente de madera hasta que se construyó el muro de contención. Sobre la puerta están las armas de la familia Preston. Una escalera conduce a la habitación de la guardia, que probablemente tuvo “agujeros asesinos” a través de los cuales se podía arrojar artefactos contra los atacantes que intentaran entrar. En la planta baja hay bodegas, que antiguamente tuvieron desvanes de madera en su parte superior. Los muros divisores y las puertas de cada extremo son adiciones posteriores.

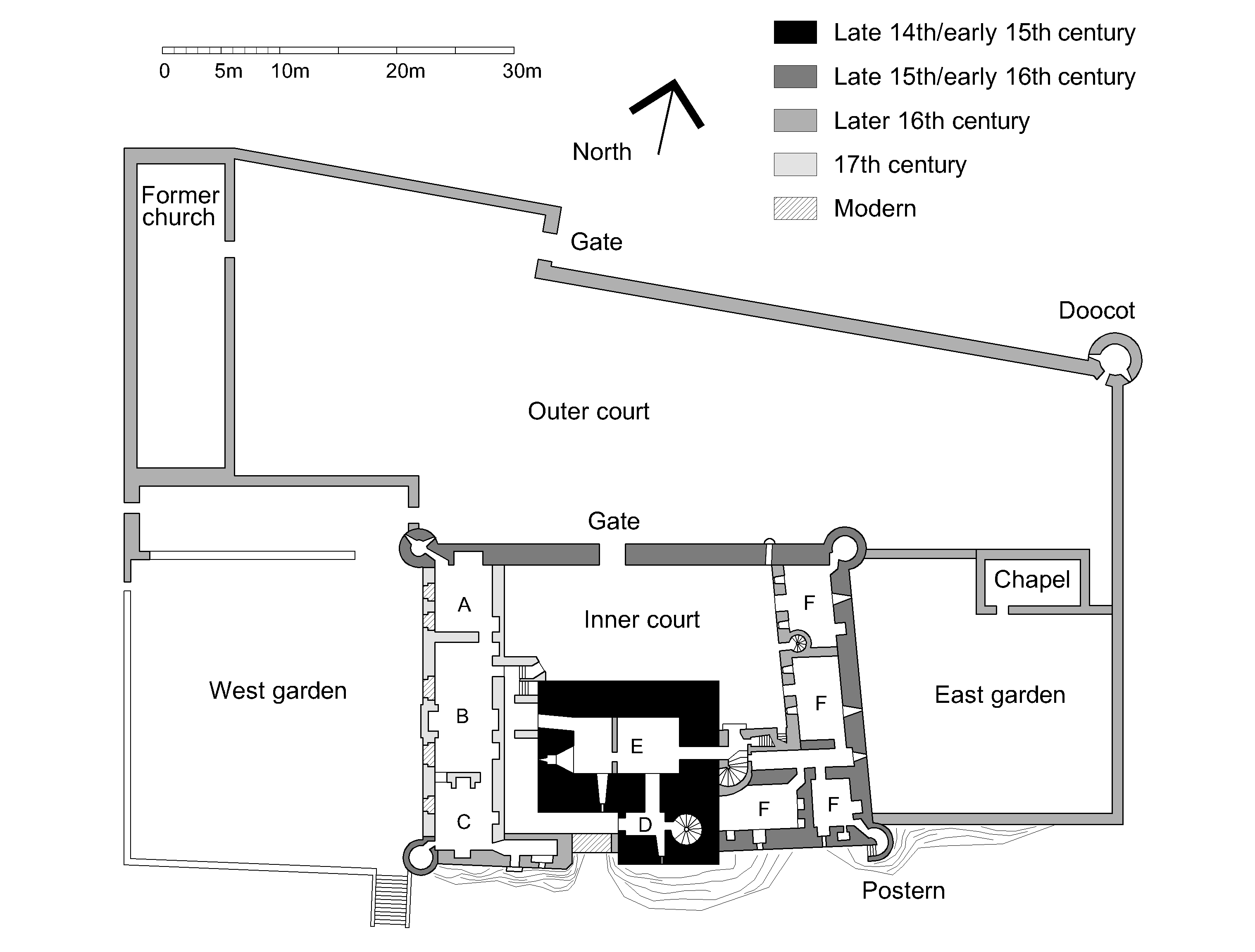
Plano del castillo.

En la segunda planta está el salón, la cocina que ocupa la jamba y pasadizos que conectan con las alas este y oeste. El salón tiene una gran chimenea esculpida sobre el año 1500 y tenía un techo de madera, probablemente pintado. La cocina fue reemplazada en el siglo XVI por una mayor en el ala este y convertida en dormitorio. Se puso en el fuego de la cocina una chimenea más pequeña que la del salón, así como ventanas más grandes. En el siguiente piso, al que se accede por una escalera de caracol, hay una habitación sin ventanas, situada en la bóveda que hay sobre el techo del salón. Sobre la cocina está la habitación del señor, la única sala privada original que queda en el castillo. La escalera continúa, dando acceso a pasarelas parapetadas en el tejado de piedra. La torre del homenaje tenía dos balconadas de madera, una con vistas a los jardines al sur y otra hacia el este con vistas a las tierras de Lothian.

### El patio interior
El muro cortina del siglo XV encierra un patio de 10,5 m de ancho y de hasta 1,8 m de grosor. En la parte externa el muro cortina tiene unas medidas de 40 x 27 m. En cada esquina hay torres circulares y en la torre sureste hay una puerta lateral. Las torres tienen agujeros en forma de cerradura, pensados tanto para decorar como para defenderse. La puerta de entrada se sitúa en la pared norte. Sobre ella se encuentra el escudo de la familia Preston y, encima de él, el escudo de armas de Escocia. Las murallas están defendidas por matacanes, agujeros por los que se podía arrojar objetos a los atacantes, y almenas que permiten a los defensores caminar por toda la muralla. En el interior de la muralla hay restos de ventanas que indican que una vez hubo una serie de edificios al sur, en el patio.

## Rodajes
- El castillo de Craigmillar aparece en la tercera temporada de la serie de televisión Outlander de Starz, recreando la prisión de Ardsmuir.[23]